# Andes decoloratus
Andes decoloratus är en insektsart som beskrevs av Frederick Arthur Godfrey Muir 1925. Andes decoloratus ingår i släktet Andes och familjen kilstritar. Inga underarter finns listade i Catalogue of Life.